# Тибетански будизам
Тибетански будизам (познат и као ламаизам) је посебан облик будистичког учења, карактеристичан за Тибет и подручје Хималаја, укључујући и Непал, Бутан, северну Индију, Монголију, североисточну Кину и делове Русије (Калмикија, Бурјатија и Тива).
Тибетански будизам, који се често квалификује као тантрички будизам, укључује учења три главна „возила“ будизма: хинајану, махајану и вађрајану, као и елементе тибетанске пребудистичке религије у виду локалних божанстава примљених у будистички пантеон. Будисти на Тибету броје око пола милиона од око три милиона становника.
Историју тибетанског будизма чине два главна периода: први од 7. до 12. века, када је као новина донесен из Индије и Непала, и други од 13. до 20. века, током којег се у потпуности стопио с тибетанским друштвеним животом. Индијски монашки будизам, пустио је корење у Тибету пред крај 8. века. До половине 9. века, тибетански будизам је преживео све врсте утицаја, углавном из Кине и из индијског тантризма. Tokom 11. века, ренесанса тибетанског будизма се одиграла кроз повратак оригиналним индијским изворима. У оквиру тибетанског будизма се развило више школа, које су се често називане по боји шешира ("црвени шешири", "црни шешири", "жути шешири"). Поглавар школе "Жутих шешира", Далај Лама, је спроводио цивилну власт у Тибету од 17. века.
Након што је Народна Република Кина припојила Тибет 1950-их година, тибетанске избеглице и дијаспора су прошириле утицај тибетанског будизма и у многе западне земље.
Тибетански будизам је данас веома познат кроз мисију Далај-ламе. Чињеница да је врховни верски вођа далај лама и политички вођа осликава везу религије и политике у ламаизму.
Ламаизам је данас већинска религија у Монголији и државна религија у Бутану.

## Историја ламаизма на Тибету
Тибетански монаси и учењаци су редовно посећивали будистичке манастире средњовековне Индије све до времена њиховог уништења за време муслиманских освајачких похода крајем 12. века. Тако су Тибетанци, постали главни баштиници познијих облика индијског будизма, махајане и вађрајане. Управо нам тибетански извори пружају могућност стицања увида у разноврсност и обиље индијских будистичких учења и пракси од 8. до 12. века. Тибетански преводи из тог периода потврђују да су велике филозофске традиције махајанског будизма биле још увек увелико живе у Бихару и Бенгалу под Пала краљевима (од 8. до 12. века). Све до 12. века индијски будистички учитељи, од којих су најпознатији били Атиша и Шакја-шри, посећивали су Тибет, а висок стандард превода са санскрита на тибетански представља довољан доказ о виталности будистичке филозофије и религије током тог периода, који се често погрешно описује као „сумрак“ будизма у Индији.

### Увођење будизма
Будизам на Тибету се први пут помиње када се помиње и Тибет као држава. Сонгстен Гампо (око 609-650.), 33. краљ по тибетанској традицији, први је монарх за којег постоје поуздани подаци. На Тибету је, у Ласи и њеној околини, подигнуто неколико будистичких капелица за време његове владавине. Касније су га прогласили првим тибетанским краљем „велике религије“ тј. будизма.
Прича о тибетанском будизму почиње са две жене које је примио као дар од својих суседа: принцезу Венченг из Кине и принцезу Брикути Деви из Непала. Његове две жене су биле горљиве следбенице Буде и чини се да је њима за вољу изградио два храма, Ђокханг и Рамоче, где су смештене две статуе Буде које су оне донеле као мираз. Такоје кип Ђово Римпоће (Драгоцени господ) изворно био смештен у Рамоче храму, да би касније био пребаћен у Ђокханг и остао најсветији кип на Тибету.
Сонгстен Гампо од будизма није начинио само националну веру, већ је и послао преводиоца, Тхонми Самбхота, у Индију како би створио тибетански алфабет погодан за превођење санскритских текстова. Овај преводилац је посао тако добро урадио да је на основу тибетанских текстова могуће реконструисати, реч по реч, изгубљене санскритске предлошке.
Прихватање будизма као националне религије на Тибету није, међутим, ишло без отпора. На Тибету је већ постојала религија - бон - и њезини следбеници нису осећали никакву жељу да је замене. Следило је неколико векова политичке борбе, најизраженије током владавине краља Трисонг Детсена (око 755-797), који је користио будизам као средство да порази неке од племића (укључујући и своју жену), који су били следбеници бона.
Краљ Трисонг Детсен настојао је да створи монашку заједницу засновану на филозофији и пракси индијског махајана будизма. У том циљу он је око 775. основао први тибетански манастир у Самјеу, а првих седам тибетанских монаха приступило је Реду (сангхи). Краљ је позвао два индијска учитеља: Сантаракшиту (око 705-788), професора са Наланде у Бихару, и Падмасамбаву, јогија из будистичког упоришта у Свату (данашњи Пакистан), који је уживао репутацију да поседује наднаравне моћи и може да убија демоне. Овој двојици је требало 12 година да обуче групу монаха према одговарајућим стандардима. Убрзо после тога један број кинеских будиста појавио се у Самјеу, како би довео у питање право индијског будизма да усмерава веру на Тибету.
Око 792. године у манастиру Самје је одржана велика расправа између индијских и кинеских будиста, а превагу је однела индијска струја. Кинеског монаха Хуа Шанг Махајану је поразио водећи Сантаракшитин ученик, индијски мудрац Камаласила, чија аргументација је укључивала и тезу да пробуђење долази постепено, а не изненада.
Два наследника Кхри-сронг-лде-бртсана, то јест Садна-легс а нарочито Рал-па-цан, који се сматра трећим великим побожним краљем, помагали су нову доктрину. Изграђено је још капела, систематизовани су методи превођења. Будистички монаси су почели, премда још увек ретко, да наступају и као свештеници.

### Изгон и повратак будиста
Када је краљ Лангдарма (око 803-842), следбеник бона, узурпирао трон тако што је 836. убио рођеног брата, уследио је велики прогон будиста, које је до тада помагала држава. Са крајњом суровошћу, сви манастири били су уништени, а хиљаде монаха и следбеника побијени, тако да је будизам нестао са Тибета. Иако је стекао озбиљна упоришта на границама царства захваљујући приливу избеглих монаха, будизам се није у централном Тибету повратио дуго потом.
978. године неколицина будистичких учитеља се вратило са источног Тибета. Приближно у исто време једна благонаклоно настројена лоза будистичких краљева западног Тибета, наследника старе краљевске лозе из Ласе, почела је да потпомаже оснивање храмова и манастира, школовање учењака и преводилаца текстова широм своје краљевине, која се протезала од планине Кајлаш на запад све до Ладака, а на југ до индијске границе.
Најближи извори будистичких учитеља и списа били су Кулу и Кашмир, у којима је будизам још увек цветао. Најчувенији тибетански учењак и преводилац из овог периода био је Рин-чен-бзанг-по (958—1055). Од тог доба тибетански монаси и путујући учењаци са средишњег Тибета почињу да одлазе у Индију у све већем броју. Нарочито су вредни помена 'Брог-ми (922—1072) и Мар-па (1012—1096), који су постали оснивачи Са-скја и Каргјудпа редова тибетанског будизма.

### "Друго преношење" из Индије
Године 1042. велики индијски учитељ Алиша, који је претходно посетио чак и Суматру на позив тамошњих будистичких владара, стигао је на Тибет на захтев краљева западног Тибета. Према предању, Јеш Ода, побожног владара, киднаповало је племе муслиманских одметника. У замену за његов живот тражили су злата колико је био тежак. Његов нећак пристигао је са врећама пуним злата, али се испоставило да му недостаје таман толико колико је тежила ујакова глава. "Ништа не брини због тога", рече му ујак. "Нека ме убију, а ти новац дај да доведеш будистичког учитеља Атишу из Индије".
Атиша - и сам краљ који је свој трон заменио за монашки огртач – био је одушевљен квалитетом будистичких текстова сачуваних у манастирима у унутрашњости Тибета. Заједно са својим учеником Дрондоноин, покренуо је будистички препород. Атиша је остао на Тибету до своје смрти, 1054. године. Његов утицај био је огроман: малобројне су тибетанске верске вође оног доба на које није деловао као узор. Најдражи ученик му је био 'Бром-стон (1008—1064), који је утемељио манастир Рва-сгренг (1056) и верски ред бКа'-гдамс-па (дословно „Ред оних који су везани заповешћу"). Строгост његових прописаних обичаја била је ипак одбојна већини Тибетанаца, који су се радије приклањали слободнијим и живописнијим облицима религије.
Један 'Брог-мијев ученик је 1053. године утемељио манастир Са-скја, који је убрзо постао средиште новог и моћног религиозног реда. Поглавар Мар-паових ученика био је благи аскета Ми-лас Рас-Па (Миларепа), чувен подједнако по својим песмама, као и по чудотворним моћима. Пренео је своје учење сГам-по-пау (1079—1153), чији су непосредни ученици основали шест чувених школа, које су се заснивале на његовим учењима и потпадале под општи религиозни ред бКа'-ргјуд-па (дословно „пренесена реч"). Тих шест школа биле су Пфаг-мо-гру, Карма-па, мТсхал, 'Бри-кхунг-па, сТаг-лунг-па и 'Бруг-па. Неке од тих школа бирале су своје ламе (поглаваре) системом реинкарнисања, што је доцније усвојено и приликом избора Далај-ламе.
Оснивањем ових школа тибетански будизам је почео да се устаљује, а обиље индијске будистичке литературе било је преведено на тибетански. Житељи села, као и номадски пастири били су до тада већ спремни да прихвате службе будистичких монаха подједнако као оне које су држали њима ближи свештеници Бона, па су будисти и бонпои често, у потпуно пријатељском духу, држали службе једни уз друге. С друге стране, између различитих будистичких редова често су се јављала огорчена непријатељства и то не из доктринарних, већ из политичких разлога. Многи од тих редова и поједини манастири који су им припадали били су уско повезани са племићким породицама, па су бивали умешани и у њихове супарничке амбиције.

### Монголска владавина
Док су муслимански освајачи пустошили светилишта северне Индије, Монголи су, под вођством Џингис-кана, који је постао њихов поглавар 1206. године, кренули у покоравања Азијског царства. Године 1240, спремајући се за инвазију, монголска војска се улогорила недалеко од Ласе и затражила "духовни савет". Тибетански вођа у то време Сакја Пандита (1182—1251) послао је свог нећака Пакпу (око 1235-1280), који се према предању показао толико супериорним над Кублај каном, да је овај пао ничице њим као својим учитељем, чиме је започет однос свештеник-ученик и обезбеђена политичка аутономија за Тибет.
Тако су тибетански монаси и ламе, пошто је Индија за њих била изгубљена као верска матица, убрзо почели да налазе простор за мисионарску делатност међу Монголима, што им је донело велике користи, нарочито када је Кублај-кан постао кинески цар. Овим је и тибетански будизам постао доминантна религија у Монголији и даље у источној и централној Азији.
Велики лама из Са-скја је тада постао нека врста вазалног владара Тибета и такво уређење је потрајало до 1354. године, када је Бјанг-чуб рГјал-мтсхан из Пхаг-мо-груа истиснуо Са-скју и стекао монголско признање. После сто тридесет година владавине, Пхаг-мо-груа су потиснули принчеви Рин-спунгс, а њих, опет, владари гТсана. Све ове породице заступале су супарничке религиозне интересе, па је током целог овог бурног периода уочљиво сложено прожимање савеза између племићких породица и монашких средишта. Будизам се до тада у потпуности стопио са тибетанским друштвом и унутрашњом политиком. Као реакција на исквареност постојећих облика будизма, јавила се нова школа, чији су почеци везани за живот и учења велике религиозне фигуре Тсонг-кха-пе (1357—1419), позната као дГе-лугс-па (досл. „Узор врлине"), а њена популарност и утицај расли су невероватном брзином.
Монголску (Јиан) кинеску династију наследила је национална династија Минг, али су тибетанске ламе успоставили везе са одређеним монголским клановима. Ламе поглавари реда дГе-лугс-па су се повезали с једним од њих, добивши титулу Та-ле, коју западњаци пишу као далај. Захваљујући монголском поглавару Гу-шри Кану, пети Далај-лама је 1642. године савладао своје супарнике и од тог доба на Тибету преовладава ред дГе-лугс-па (прозван „жути шешири"), док су сви остали редови претрпели политички пораз, премда су неки од њих успели да одрже религиозни живот у изворном облику све до данашњих дана.
Монголско и кинеско уплитање на Тибету у време Шестог Далај-ламе исходило је од 1721. године неком врстом кинеског покровитељства над Тибетом, које су верски великодостојници прихватили, пошто су Манчу цареви (до краја своје династије 1911) остали великодушни покровитељи тибетанског будизма.

### Кинеска анексија
1950. године је Народна Република Кина окупирала Тибет, а 1959. године Далај-лама је избегао у Индији.
Из Индије, Далај-лама је са посматрао како насилно умире 1,2 милиона Тибетанаца - више од шестине популације - у радним логорима или од глади. Међу шест хиљада уништених храмова и манастира, само је десетак поново изграђено, а и њима управљају полицијски комитети који издају лиценцу за „религијску праксу“ нарочито одабраним монасима са "политички подобним" пореклом. Још 1996. поседовање слика Далај-ламе сматрано јо прекршајем.
Насупрот овоме, изван Тибета, тибетански будизам се свуда у свету развија, при чему се реинкарниране ламе проналазе и међу децом на Западу. Унутар Тибета, крајем XX века број Тибетанаца у сопственој постојбини био је мањи од броја кинеских војника и радника. Панчен-лама (од пандита.чен.по - велики учитељ) старешина Ташилхунпо манастира у Шигатсеу, друга је најважнија личност на Тибету. Седмог Панчен-ламу Чокји Ђалтсена (1938—1989) одабрали су Кинези после инвазије 1950. године, но он је више година провео у тамници због про-тибетског говора, а многи верују да га је то коштало и главе. Године 1995. осмог Панчен-ламу идентификовао је Далај-лама као шестогодишњег дечака Гедхун Чоекји Њима. Историјски гледано, Панчен-лама нема удела у одабиру будућег Далај-ламе (мада може да саветује Касаг). Но, контролисање Панчена важно је политичко средство, тако да су после ове идентификације Гедхун Чоекји Њим и његова породица одмах стављени под надзор државе, што га је начинило најмлађим политичким затвореником на свету. На његов монашки трон постављено је дете које је одабрала Комунистичка партија.
У јануару 2000, седамнаести Ђалва Кармапа по имену Урђен Тинлеј (рођен 1984) побегао је у Индију. Пре Далај-лама, Кармапе су управљале Тибетом.

## Ламаизам у Монголији
У Монголији је тибетански будизам, односно ламаизам, током векова снажно помогао очувању монголског идентитета. У периоду под кинеском влашћу, ламаизам је био центар око кога се окупљао отпор окупатору, а верски вођа bogdo gegen је оличавао центар борбе против Кинеза.

## Лама традиција
Израз лама из тибетанског језика значи „учитељ“. То је име за свештеника највишег ранга у постојећој хијерархији. Тибетом влада далај-лама као истовремено световни и духовни поглавар земље.
Од 13. века наовамо одређене школе, превасходно Карма-па, почеле су да проналазе своје ламе још у дечјем узрасту, водећи се будистичком теоријом о препорађању. Верује се да се после смрти поглавара, далај-ламе, душа покојника реинкарнира у телу неког мушког детета. За одређивање наследника постоји више метода. Бира се дете које има неко карактеристично обележје или које “препознаје” предмете преминулог ламе. Изабрано дете се потом одводи у Лхасу, где га до одрасле доби поучавају остали високи ламе. Овај систем усвојила је школа Жутих шешира крајем 15. века по питању сопственог великог ламе, па је тако отпочело наслеђивање Далај-ламе (Далај је монголска реч која значи "океан"). Ово схватање се проширило и на многе друге школе, па је до 20. века на Тибету број лама који су откривени као реинкарнације у детињству премашио две стотине.
Друге школе које се нису определиле за овај систем, наставиле су да бирају своје старешине према њиховим личним заслугама. У случају реда Са-скја наслеђивање се одвијало преношењем звања, обично са стрица на нећака.

## Учење
Тибетански будизам се често назива тантричким будизмом, од глагола који значи "ткати". Тантре су текстови настали у окриљу индијског махајана будизма, око 500. године, и састоје се од медитативних пракси чији је циљ да се свакодневна свест трансформише у "пробуђени ум". Пошто будизам учи да жеља изазива патњу, тантре настоје да трансформишу ту жељу. Када је Атиша стигао на Тибет установио је да колико год да су ови текстови били добро сачувани, они нису на прави начин схваћени, те је међу монасима преовлађивала извесна морална конфузија. Атиша је наглашавао потребу поступног учења, тако да су тантре практиковане тек после вишегодишњег проучавања винаје, сутри и абидаме, а и тада под вођством учитеља. Када га је Дромдон запитао шта је важније, текст или учитељ, одговорио је: "Без учитеља, текст и човек ће отићи у два различита правца." Тако се најупадљивија карактеристика тибетанског будизма, веза између учитеља или ламе (блама - узвишени), у којем ученик налази инспирацију као у Буди, може пратити уназад све до Атише.
Пошто постајање ламом по традицији укључује и такве моћи као што је посећивање људи у сновима и контрола тока препорађања, не изненађује да је тибетански будизам на Западу добио репутацију магијске и мистериозне праксе.

## Главне школе
На Тибету данас постоји четири главне школе. Прва, њингма, потиче из времена Падмасамбаве и "првог преношења", има најстарије текстове. Један од њих је Тибетанска књига мртвих. Друга школа, сакја, потиче из времена када је Кхон Кончог основао манастир Сакја ("сива земља") 1073. године. Њеним учитељима дозвољено је да се жене, а старешинство се преноси унутар владарске породице по мушкој линији. Кагју школу је основао Гомпопа (1079—1153) и њени каснији предводници, далва кармапе, први су установили праксу реинкарнирања лама у 13. веку. Гелук је највећа школа. Она инсистира на моралу и настала је 1409, када је Риво манастир основао Тсонг Кха па (1357—1419), великан тибетанског будизма, чији Велики постепени пут ка просветљењу много дугује Атиши. Далај Лама припада гелук школи. Свака од ових школа разликује се у филозофском приступу, иако су све оне унутар индијске махајане. Све наглашавају празнину дарми (ствари које постоје), потребу за самилошћу као полазном тачком на путу бодисатве, улогу медитације у контроли ума и важност вежбања унутар санге (монашке заједнице) дуж строго интелектуалног пута ка пробуђењу, са дебатом о важним деловима светих текстова као кључним критеријумом напредовања.
Старије школе тибетанског будизма потичу од легендарне осамдесет четворице чаробњака (махасидха), чија су многа дела сачувана у тантричком одељку тибетанског канона.
Школа Жутих шешира се често схвата као реформистички покрет, пошто су њен оснивач и његов наследник устрајавали на строжој монашкој дисциплини и проучавању списа, окрећући се тиме од слободнијих начина живота који су били допуштени следбеницима тантричке јоге.